# Ingwë
Ingwë es un personaje ficticio del legendarium del escritor J. R. R. Tolkien, que aparece en su novela El Silmarillion. Es un Elfo nacido en Cuiviénen. Fue uno de los tres embajadores, junto con Finwë y Elwë, que fueron escogidos por el Vala Oromë para ir a Valinor y hablar en nombre de los Elfos, en respuesta al llamamiento realizado por los Valar, para que estos fueran a habitar en Aman.
El pueblo que siguió a Ingwë a Valinor, se conoció luego como los Vanyar, los Elfos Hermosos, e Ingwë fue su rey. No volvió nunca más a la Tierra Media y siempre estuvo del lado de los Valar, por lo que tenía su asiento al lado del trono de Manwë y todos los Elfos reverenciaban su nombre. Ingwë es considerado el rey supremo de todos los elfos.

## Origen del nombre
Tolkien tenía gran pasión por la historia de Inglaterra y por las palabras. El nombre de Ingwë proviene del término Yngvi de la mitología escandinava, siendo un sobrenombre para el dios Freyr, dios de la agricultura adorado principalmente por los daneses y por muchos de los pueblos que invadieron la isla de Gran Bretaña entre los siglos V y XI. El futhark, alfabeto rúnico empleado por los vikingos, tenía la runa vigésimo segunda Yngwaz asignada al dios Yngvi-Freyr.